# Calastacus rostriserratus
Calastacus rostriserratus is een tienpotigensoort uit de familie van de Axiidae. De wetenschappelijke naam van de soort is voor het eerst geldig gepubliceerd in 1977 door Andrade & Baez.